# Инозитол
Инозитолът (C6H12O6) е циклична органична молекула, състояща се от шест въглеродни атома, образуващи пръстена, и шест хидроксилни групи, всяка от които е свързана с един от въглеродите. Има девет възможни стереоизомера на инозитола, като най-често срещаният в природата е мио-инозитолът и обикновено той се има предвид, когато се каже инозитол.
Мио-инозитолът играе важна роля като вторичен посредник в еукариотните клетки, особено под формата на инозитол фосфат, фосфатидилинозитол (PI) и фосфатидилинозитол фосфат (PIP). Често се среща в храната, особено в пъпешите и портокалите. Той също присъства в растенията като инозитол хексафосфат, наречен фитинова киселина, или негови соли, наречени фитати; това важи особено за зърнените култури, богати на трици.
Мио-инозитолът някога е бил неправилно наричан витамин B7 или B8, въпреки че не е витамин, защото се синтезира в човешкото тяло от глюкоза и не е открит синдром на дефицит.